# 目には青葉 山ホトトギス 初恋
「目には青葉 山ホトトギス 初恋」（めにはあおば やまホトトギス はつこい）は、日本の女性アイドルグループ・アイドリング!!!の楽曲。2010年6月9日にポニーキャニオンからリリースした、通算12枚目のシングル。楽曲は、シンガーソングライター・奥村愛子が制作した。

## 背景・制作
前作「S.O.W. センスオブワンダー」から、4ヶ月半後に発表した12thシングル。
4期生メンバー（倉田瑠夏・伊藤祐奈・野元愛・後藤郁・尾島知佳）5名が新加入し、20人編成となった最初の作品である。オリコンシングルチャートでデイリー2位となり、グループの最高位記録を更新した。
収録曲
表題曲とc/w曲「ボクラの庭」の制作は、シンガーソングライター・奥村愛子が担当した。表題は、江戸時代前期の俳人・山口素堂の有名な俳句『目には青葉 山ほととぎす 初鰹』に由来する。「ボクラの庭」は、エコロジーを啓発する詞になっている。グループがエコロジー活動の一環として企画した『ECOアイドリング!!!』名義で各エコイベントに出演の際、キャンペーンソングの形式で歌われた。
c/w曲「Iのスタンダード」は、グループの楽曲制作に馴染みのソングライター leonn・日比野裕史のコンビが担当。各メンバーの歌唱パートに四字熟語を割り当てた詞になっており、アイドリング!!!の大型ワンマンライブにおいて、セットリストの節目に披露される定番曲となっている。後の5thアルバム『GOLD EXPERIENCE』に、当時の在籍メンバー25人で再録した「Iのスタンダード2014」が収録されている。
収録メンバー
- 遠藤舞・外岡えりか・谷澤恵里香・フォンチー・横山ルリカ・森田涼花・河村唯・長野せりな・酒井瞳・朝日奈央・菊地亜美・三宅ひとみ・橘ゆりか・大川藍・橋本楓・倉田瑠夏・伊藤祐奈・野元愛・後藤郁・尾島知佳

## リリース
シングルCDは通常盤、初回盤A・Bの3形態でリリース。通常盤の初回生産分にはトレーディングカードA（全20種の内ランダム1枚）、初回盤AにはトレーディングカードB（全20種の内ランダム1枚）とDVD、初回盤Bにはアイドリング!!!オリジナルQTカード（全20種からランダム1枚）の封入特典が付く。
付属コンテンツ内訳
- DVDにはMVのほか、TV業界初の3Dライブ映像（「Don't be afraid」）と[8]、FLASHアニメーション『Naked Wolves』とのコラボ企画を収録。
- QTカードは、裏面のQRコードに携帯電話でのアクセスにより、収録コンテンツ（メンバーのコメント、待ち受け画面など）を視聴できる。

特典企画
協力店舗でのみ、先着購入者に「オリジナル・トレーディングカード（各店絵柄5種の内ランダム1枚）」を進呈する、コラボ企画を実施している。
アートワーク
CDジャケットおよびステージ衣装は、表題の"青葉"に因み、緑色を基調としたデザインになっている。

## プロモーション
楽曲のプロモーションで、以下のメディアに出演した。
テレビ番組
- MUSIC JAPAN『アイドル大集合SP』（2010年5月30日、NHK総合）

ラジオ番組
- レコメン!（2010年6月7日文化放送）
- リッスン? 〜Live 4 Life〜（2010年6月7日、文化放送）

主催企画
発売記念イベント兼ねた握手会が、以下の日時・場所で実施された。
「目には青葉 山ホトトギス 初恋」発売記念イベント
- 2010年6月7 - 9、11日 フジテレビ湾岸スタジオ
- 2010年6月10日 タワーレコード渋谷店 B1「STAGE ONE」
- 2010年6月12日 池袋サンシャインシティ 展示ホール
- 2010年7月11日 フジテレビ湾岸スタジオ

## ミュージック・ビデオ
ミュージック・ビデオはリリース後に、アイドリング!!!公式YouTubeチャンネルで、フルバージョンが無料公開された。初回盤Aに付属するDVDにも収録されている。
劇中では表題の"青葉"に因み、緑色を基調としたデザインが各所に使用されている。メンバー 朝日奈央・後藤郁が男子学生役に扮しており、後の企画でユニット「Team 学ラン」を両者が組む縁因になっている。

## ライブ・パフォーマンス
発売記念イベント兼ねたミニライブが、以下の日時・場所で実施された。
「目には青葉 山ホトトギス 初恋」発売記念イベント
- 2010年6月13日 東京ドームシティ ラクーアガーデンステージ

ライブイベント
収録曲はグループ定期公演のほか、以下のイベント等でライブ披露している。
- アイドリング!!! 8thライブ この気持ちは そうだ あれだ 恋なんでしょうング!!!（2010年5月3日、渋谷C.C.Lemonホール）
- アイドリング!!!定期公演『品はちライブ』（2010年5月ほか、品川よしもとプリンスシアター）
- MUSIC JAPAN『アイドル大集合SP』（2010年5月17日、NHKホール）
- bjリーグ 2009-2010シーズン プレイオフ ファイナル4（2010年5月22日、有明コロシアム）
- お台場合衆国2010〜笑うBayには福きたる!!〜（2010年7月17日 - 8月31日、フジテレビ本社屋）
- 品はちライブ in NGK（2010年7月25日、なんばグランド花月）
- TOKYO IDOL FESTIVAL 2010 前夜祭（2010年8月6日、品川よしもとプリンスシアター）
- TOKYO IDOL FESTIVAL 2010（2010年8月7・8日、品川ステラボール）

「ECOアイドリング!!!」関連
- 第5回ロハスデザイン大賞2010 新宿御苑展（2010年5月16日、新宿御苑）
- 第5回ロハスデザイン大賞2010 発表式（2010年6月5日、丸の内ビルディング）
- アイドリング!!!エコライブ in 環境交通キャンペーン（2010年9月19日、神宮外苑絵画館前）
- 東京都エコドライビングコンテスト（2010年10月24日、 臨海副都心青海）
- 「レジ袋いりません」で、もっと減らそうキャンペーン（2010年11月11日、京都駅ビル室町小路広場）

ほか

## メディアでの使用
c/w曲「ボクラの庭」は、以下のメディアで使用された。
- 『ECOアイドリング!!!』キャンペーンソング

## シングル収録トラック
| #         | タイトル                                       | 作詞      | 作曲       | 編曲              | 時間  |
| --------- | ---------------------------------------------- | --------- | ---------- | ----------------- | ----- |
| 1.        | 「目には青葉 山ホトトギス 初恋」               | 奥村愛子  | 奥村愛子   | 宮崎誠            | 3:32  |
| 2.        | 「ボクラの庭」                                 | 奥村愛子  | 奥村愛子   | K-LaB（佐薹一雪） | 4:16  |
| 3.        | 「Iのスタンダード」                            | leonn     | 日比野裕史 | 日比野裕史        | 5:21  |
| 4.        | 「目には青葉 山ホトトギス 初恋」(Instrumental) |           |            |                   | 3:30  |
| 合計時間: | 合計時間:                                      | 合計時間: | 合計時間:  | 合計時間:         | 16:39 |

| #  | タイトル                                                 | 作詞 | 作曲・編曲 |
| -- | -------------------------------------------------------- | ---- | ---------- |
| 1. | 「目には青葉 山ホトトギス 初恋」(Music Video)            |      |            |
| 2. | 「ジャケット&MV撮影ドキュメント」                        |      |            |
| 3. | 「逆襲のアイド・リング!!! リング!!!」(Naked Wolves)      |      |            |
| 4. | 「Don't be afraid」(特典3D映像・DVD Side by Side format) |      |            |